# Gallipienzo
Gallipienzo település Spanyolországban, Navarra autonóm közösségben. Gallipienzo Cáseda, Carcastillo, Murillo El Fruto, Ujué, Eslava, Ezprogui és Sada községekkel határos. Lakosainak száma 98 fő (2024).

## Népesség
A település népessége az elmúlt években az alábbi módon változott:
| Lakosok száma | 153  | 158  | 147  | 126  | 118  | 115  | 104  | 98   | 102  | 98   |
|               | 2001 | 2004 | 2006 | 2009 | 2011 | 2014 | 2016 | 2019 | 2021 | 2024 |